# A Critical Revision of the Genus Eucalyptus
A Critical Revision of the Genus Eucalyptus (abreviado Crit. Rev. Eucalyptus) es un libro con ilustraciones y descripciones botánicas que fue escrito por el botánico británico Joseph Henry Maiden y publicado en Sídney en 8 volúmenes en los años 1903-1933.

## Publicación
- Volumen nº 1, part 1, p [1]-47, Mar 1903; Vol. 1, part 2, p [49]-73, May 1903; Vol. 1, part 3, p [75]-90, Jul 1903; Vol. 1, part 4, p [91]-124, Jun 1904; Vol. 1, part 5, p [125]-146, Nov 1904; Vol. 1, part 6, p [147]-180, Apr 1905; Vol. 1, part 7, p [181]-205, Oct 1905; Vol. 1, part 8, p [207]-254, Mar 1907; Vol. 1, part 9, p [255]-294, Nov 1907; Vol. 1, part 10, p [295]-349, Dec 1908; Vol. 1, part Index, p [i]-xii, 1909.
- Volumen nº 2, part 1, p [i-v], [1]-59, Feb 1910; Vol. 2, part 2, p [i], [61]-100, Nov 1910; Vol. 2, part 3, p [i-iv], [101]-134, Jul 1911; Vol. 2, part 4, p [i-iii], [135]-164, Mar 1912; Vol. 2, part 5, p [i-iii], [165]-184, Jul 1912; Vol. 2, part 6, p [i-iv], [185]-216, Sep 1912; Vol. 2, part 7, p [i-iv],